# Linotte
Die Linotte ist ein kleiner Fluss im Osten von Frankreich, der im Département Haute-Saône der Region Bourgogne-Franche-Comté südlich der Stadt Vesoul verläuft.

## Geografie

### Verlauf
Die Linotte entspringt im Gemeindegebiet von Vallerois-le-Bois, verläuft generell Richtung Südsüdwest und mündet nach rund 17 Kilometern an der Gemeindegrenze von Loulans-Verchamp und Cenans als rechter Nebenfluss in den Ognon. Im Unterlauf quert die Linotte die Schnellfahrstrecke LGV Rhin-Rhône.

### Orte am Fluss
(Reihenfolge in Fließrichtung)
- Vallerois-le-Bois
- Presle, Gemeinde Dampierre-sur-Linotte
- Dampierre-sur-Linotte
- Fontenois-lès-Montbozon
- Roche-sur-Linotte, Gemeinde Roche-sur-Linotte-et-Sorans-les-Cordiers
- Ormenans
- Loulans les Forges, Gemeinde Loulans-Verchamp
- Guiseuil, Gemeinde Cenans